# Авария на Сибирском химическом комбинате
Ава́рия на Сиби́рском хими́ческом комбина́те — радиационная авария, произошедшая в 1993 году на радиохимическом заводе Сибирского химического комбината (Северск (Томск-7), Томская область), в результате которой произошёл выброс радиоактивных веществ в атмосферу и 1946 человек подверглись облучению.

## Авария
6 апреля 1993 года в 12 часов 58 минут по местному времени на радиохимическом заводе (РХЗ) Сибирского химического комбината в результате взрыва был разрушен один из аппаратов по экстракции урана и плутония, содержавший раствор нитрата уранила.
Стальная ёмкость АД-6102/2 объёмом 34,15 м3, находившаяся в южном крыле здания 201 цеха № 1, предназначалась для обработки растворённых в концентрированной азотной кислоте урановых блоков, облучённых в ядерном реакторе для наработки плутония-239 (один из этапов PUREX-процесса). Толщина стенок ёмкости, рассчитанной на 12 атм внутреннего давления, составляла 14 мм, диаметр 2,8 м, высота 6,3 м; она находилась в железобетонном каньоне с толщиной стенок 1,2 м. В ёмкости на момент инцидента обрабатывалась смесь партий раствора, уже прошедших минимум один цикл выделения плутония и в результате этого содержащих органические реактивы. В момент взрыва в растворе с температурой от +45 до +50 °С и общим объёмом 25 м3 содержалось 449 ± 120 граммов (1,0 ТБк) плутония-239 и 8757 ± 286 кг (0,11 ТБк) урана-238, а также около 20 ТБк бета-активных осколков деления. Сквозь раствор для перемешивания подавался поток воздуха (20 м3/час). Согласно показаниям датчиков, в аппарате около 12 часов дня начался рост давления. С 12:40 до 13:00 в цехе проводилась плановая передача смены другой бригаде. В 12:50 операторы доложили дежурному инженеру-технологу о росте давления в ёмкости до 2,0 атмосфер. Была сделана безрезультатная попытка сброса давления по технологическим линиям через смежные аппараты. В 12:55 давление достигло 5 атмосфер и продолжало расти. Непосредственно перед взрывом оно увеличилось до 18–20 атмосфер. После разрушения верхней части аппарата и выброса содержимого произошёл объёмный взрыв парогазовой смеси.
При взрыве значительная часть плутония и других радиоактивных веществ была выброшена в атмосферу через разрушенные стенки и крышу ёмкости, разрушенную крышу и окна цеха, штатную вентиляционную систему (включая трубу высотой 150 м). Радиоактивному загрязнению подверглись промышленная площадка и ряд производственных помещений РХЗ (около 1500 м2, примерно 150 ГБк бета/гамма-излучателей), а также территория в северо-восточном направлении: хвойные леса (более 90 процентов площади загрязнений), соседние промышленные площадки, а также сельхозугодья предприятия «Сибиряк». После аварии на расстоянии 8 километров к северо-востоку от места аварии радиационный фон составил до 300 микрорентген в час. Суммарная бета/гамма-активность, выброшенная в атмосферу и на промплощадку, оценивается в 1,5 ТБк; активность выброшенного плутония-239 — около 6 ГБк. Поверхностная бета/гамма-активность в радиусе 3 км оценивается в 3–30 ГБк/км2.
Сразу после взрыва люди в цеху были оповещены сиреной, надели респираторы «Лепесток» и были выведены из цеха; персонал, не задействованный непосредственно в ликвидации аварии, был эвакуирован с предприятия. В течение 2 минут прибыла пожарная служба предприятия, которая в течение 10 минут потушила пожар. Срочные меры, принятые для ликвидации инцидента, были оценены экспертами МАГАТЭ как быстрые и эффективные.
В результате аварии подверглись радиоактивному облучению 1946 человек, из которых 160 человек находились во время аварии в здании 201 (125 человек техперсонала РХЗ, 25 человек из стройорганизации Северского химкомбината и 6 человек из ВОХР), 20 человек принимали участие в тушении пожара и 1920 человек выполняли работы по ликвидации последствий аварии. Жертв при взрыве и ликвидации аварии не было. Максимальная индивидуальная доза от внешнего облучения пожарных и свидетелей аварии составила 7 миллизиверт (0,7 бэр). Коллективная доза внешнего гамма-облучения 1920 ликвидаторов аварии составила 8,91 зиверта. 41 человек из числа ликвидаторов получили дозу внешнего гамма-облучения в диапазоне 25—40 мЗв, и 10 человек — в диапазоне 40—50 мЗв (4—5 бэр). Таким образом, установленный нормами радиационной безопасности дозовый предел для персонала (50 мЗв/год) превышен не был. Внешняя доза от бета-излучения на открытые участки тела (в основном от 106Ru+106Rh) не превосходила 20 % от дозы внешнего гамма-облучения. Оценённая эффективная доза от инкорпорированных бета/гамма-излучающих нуклидов (главным образом от 106Ru+106Rh) составила около 5 % внешней дозы; от альфа-активных нуклидов (главным образом от плутония-239) — около 3 %.
В момент инцидента дул юго-западный ветер (азимут 190—210°) со скоростью 8—13 м/с, температура была от −3,8 до −2,0 °С; шёл снег, который захватил часть выброшенных радионуклидов, заставив их осесть в окрестностях СХЗ. Максимальная мощность экспозиционной дозы на площадке, зафиксированная в день выброса, составила 36 рентген/час (на крыше здания 201). На пути выброса (в северо-восточном направлении) населённых пунктов не было, за исключением деревни Георгиевка с постоянным населением 73 человека (в том числе 18 детей) и временным населением около 100 человек (дачники). Во второй половине дня 6 апреля мощность экспозиционной дозы (МЭД) в Георгиевке выросла с фоновых 6-15 мкР/час до 30-60 мкР/час. Такие уровни МЭД показывают отсутствие необходимости отселения. К сентябрю 1993 года МЭД упала до 15 мкР/час, практически до фоновых значений. Коллективная эффективная доза для постоянных жителей Георгиевки, вызванная аварией, была оценена как 21 мЗв в течение первого года (включая все виды внешнего и внутреннего облучения), а индивидуальная — менее 0,05 мЗв.
Было загрязнено 3 километра автодороги Томск — Саму́сь, что потребовало ограничения доступа на этот участок и принятия мер по его очистке. Обнаружены несколько «грязных пятен» площадью 100—160 м2 с мощностью дозы до 300 мкГр/час.
В атмосферу было выброшено около 0,6 % содержавшегося в ёмкости плутония-239 (6,3 ГБк) и около четверти бета/гамма-активных нуклидов (25-36 ТБк), в том числе 7,9…11,1 ТБк рутения-106, 0,34-0,37 ТБк рутения-103, 11,2-17,4 ТБк ниобия-95, 5,1-7,8 ТБк циркония-95, 0,37 ТБк церия-141, 0,24 ТБк церия-144, 0,10 ТБк сурьмы-125. В конце апреля радиоактивные аэрозоли рутения-106 и рутения-103, выброшенные в Томске-7, были обнаружены в атмосферных пробах на Аляске.
Индекс по международной шкале ядерных событий INES — 4, по другой информации — 3 (серьёзный инцидент без жертв и переоблучения персонала).

## Причины инцидента
Причиной аварии считается недостаточная подача воздуха для перемешивания раствора. Жидкость в ёмкости была расслоена: верхний слой состоял из ~150 литров органики (трибутилфосфат, использующийся для разделения актиноидов, лёгкий углеводородный разбавитель РЖ-3 и другие органические компоненты, не удалённые в предыдущих циклах обработки раствора и накопившиеся в аппарате с 1 по 6 апреля). Под ней находился слой азотной кислоты, залитой за 2,5 часа до инцидента, а под ней тяжёлые растворы, содержащие уран. Оператор грубо нарушил технологический регламент, не проведя перемешивание содержимого аппарата перед добавлением азотной кислоты и в течение 2 последующих часов. На развитие аварии оказало влияние наличие в аппарате деградировавшего (вследствие радиолиза и химического разложения) растворителя с большим содержанием циклопарафинов, более активно реагирующих с азотной кислотой. В результате недостаточного перемешивания и роста температуры в верхних слоях выше 70 °C реакция концентрированной азотной кислоты с органикой перешла в неуправляемый автокаталитический режим, сопровождающийся дополнительным поднятием температуры. Оксиды азота и другие газы начали выделяться с большой скоростью, использование штатных дренажных клапанов ёмкости не позволяло сбросить давление достаточно быстро. Затем часть органики испарилась, смесь её паров с парами азотной кислоты, оксидами азота и воздухом взорвалась и разрушила верхнюю часть ёмкости.